# 沖美穂
沖 美穂（おき みほ、旧姓：増地〈ますち〉、女性、1974年3月8日 - ）は、元自転車ロードレース選手。引退後は日本競輪学校（当時）初の女性教官として生徒の指導へあたった後、JKA職員として勤務する傍ら、順天堂大学大学院スポーツ健康科学研究科博士前期課程を修了。

## 経歴
北海道清水町出身。北海道池田高等学校卒。高校卒業後も佐田建設でスピードスケート選手として国際大会に出場するなど活躍。
22歳だった1996年、橋本聖子に憧れて、自転車の世界に転向。1998年に開始された全日本自転車競技選手権大会では、増地姓で出場した1998年以降2008年まで、ロードレースでは11連覇を達成。2006年と2007年にはタイムトライアルも制した。
2002年、日本人女子として初めて、欧州プロチームと契約を果たし（フランス籍のCA・マンテ・ラ・ヴィル・78）、同年のトロフェ・デ・グランプールを優勝。2004年のジーロングのレースで3位に入り、日本人選手として初めて、UCI女子ロードワールドカップ対象レースの表彰台に立った。その後、2006年のジーロングのワールドカップ第1戦で2位となった。この成績は現在もアジア人最高位である。
オリンピックには、個人ロードレースでシドニー、アテネ、北京の3大会に出場した。
ジャパンカップサイクルロードレース（オープン女子の部）では1998年から2005年まで8連覇を達成し、2007年と2008年に2連覇、合計10回優勝を果たした。2008年の同大会を最後に現役を引退した。2006年に沖を破り9連覇を阻んだのは当時鹿屋体育大学の学生だった萩原麻由子である。
引退後はJOCのスポーツ指導者海外研修に参加 し、帰国後の2011年4月20日には競輪の統括団体であるJKAとアドバイザリー契約を結び、5月より日本競輪学校（当時）で育成が開始される女子競輪選手への指導を行うことになった。2013年4月から2017年3月まで日本競輪学校（当時）初の女性教官として生徒の指導にあたったほか、2013年9月より現在までJOC女性スポーツ専門部会員を務める。
2017年4月より順天堂大学大学院スポーツ健康科学研究科博士前期課程へ在籍。競輪学校教官時代に女子生徒の多くがサドルソアーズ（股擦れ）で悩んでいた事から、日本で初めてガールズケイリン選手を対象としたサドルソアーズ（股擦れ）の研究を行い、2019年3月に修士号を取得した“日本女子ロードレースのパイオニア沖 美穂が修士号を取得=”. 2019年3月27日閲覧。